# Ceratomia amyntor
Ceratomia amyntor är en fjärilsart som beskrevs av Jacob Hübner 1824. Ceratomia amyntor ingår i släktet Ceratomia och familjen svärmare. Inga underarter finns listade i Catalogue of Life.

## Bildgalleri

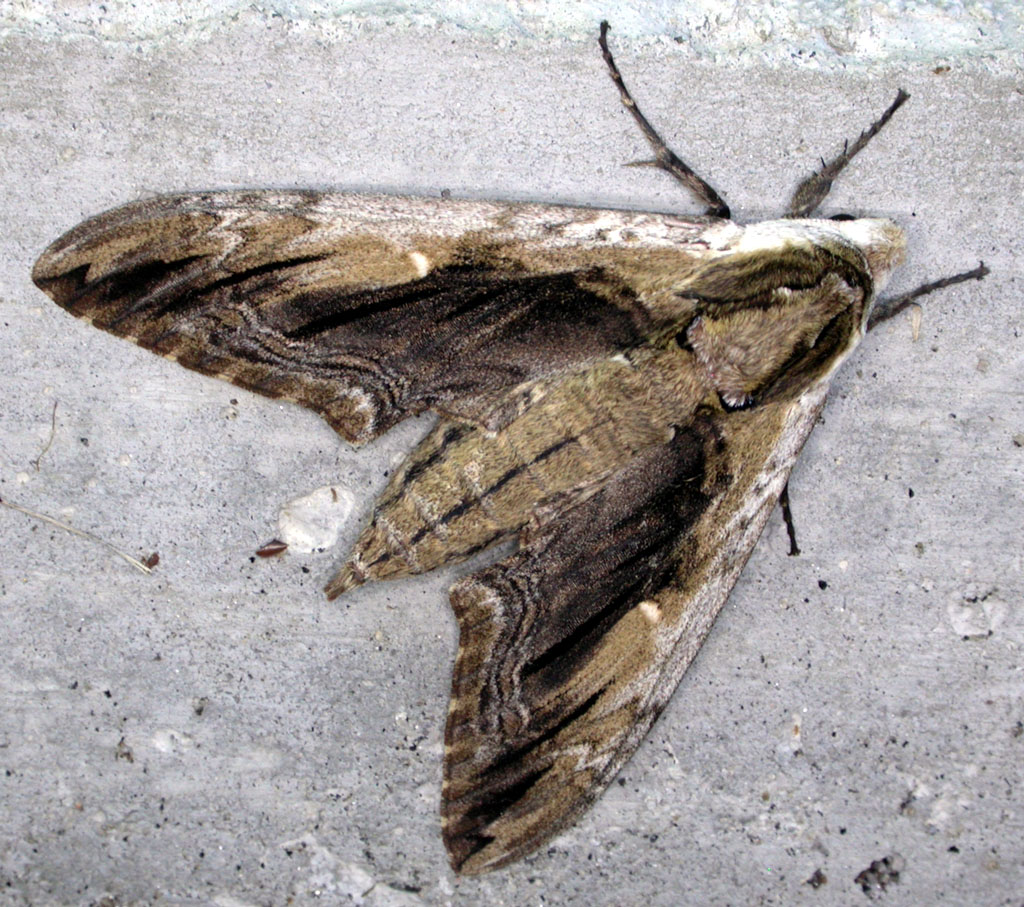
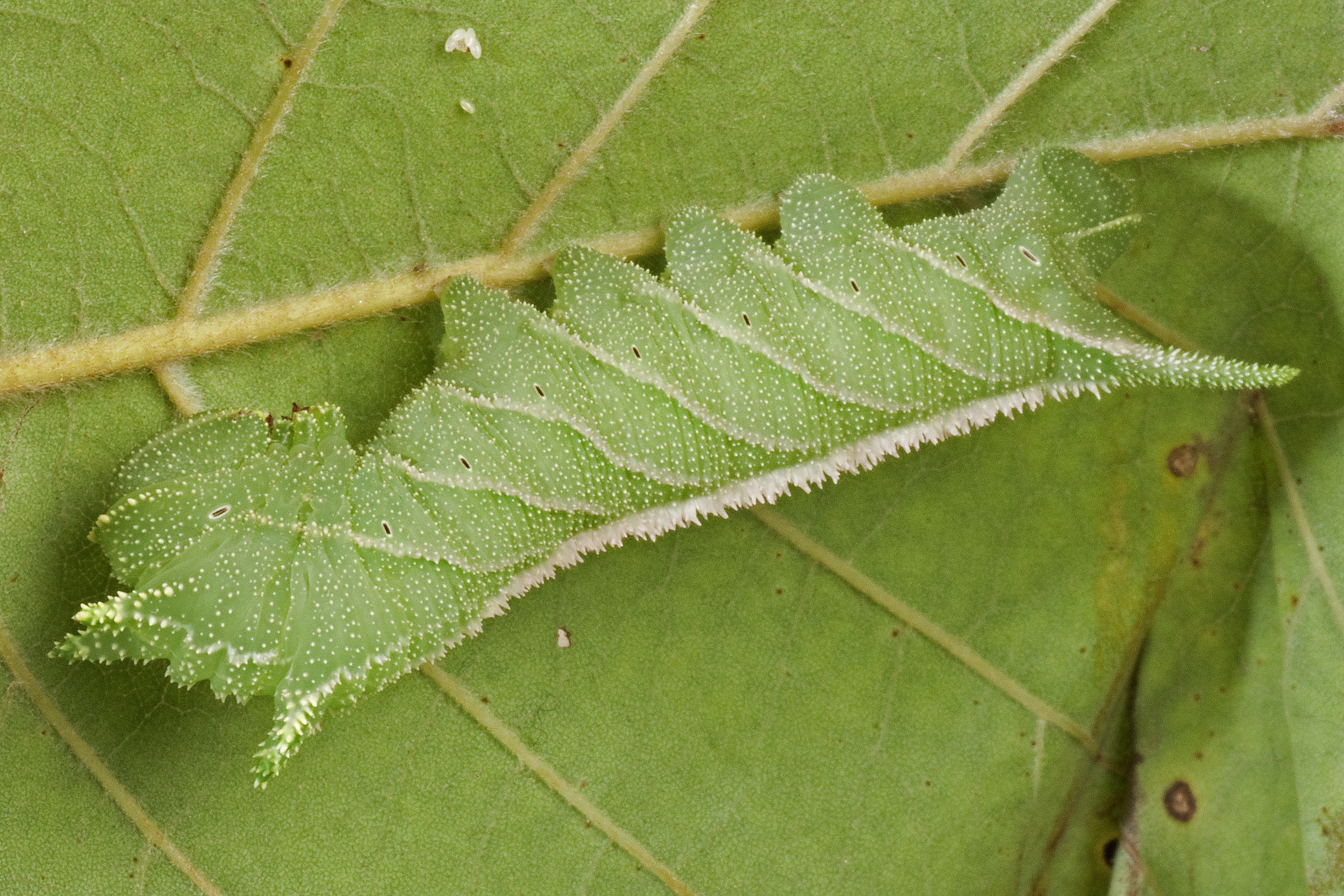

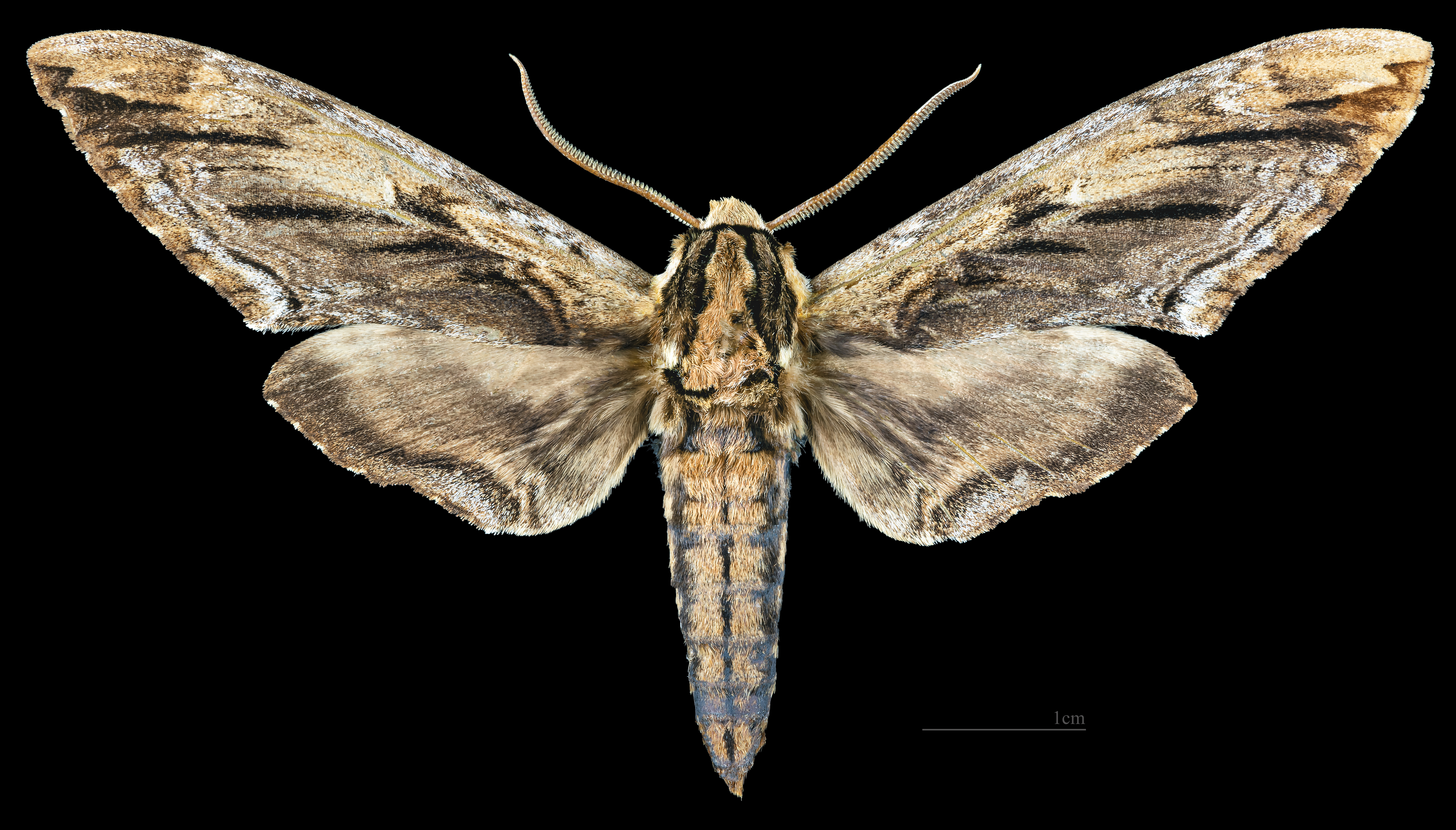
Ceratomia amyntor ♂
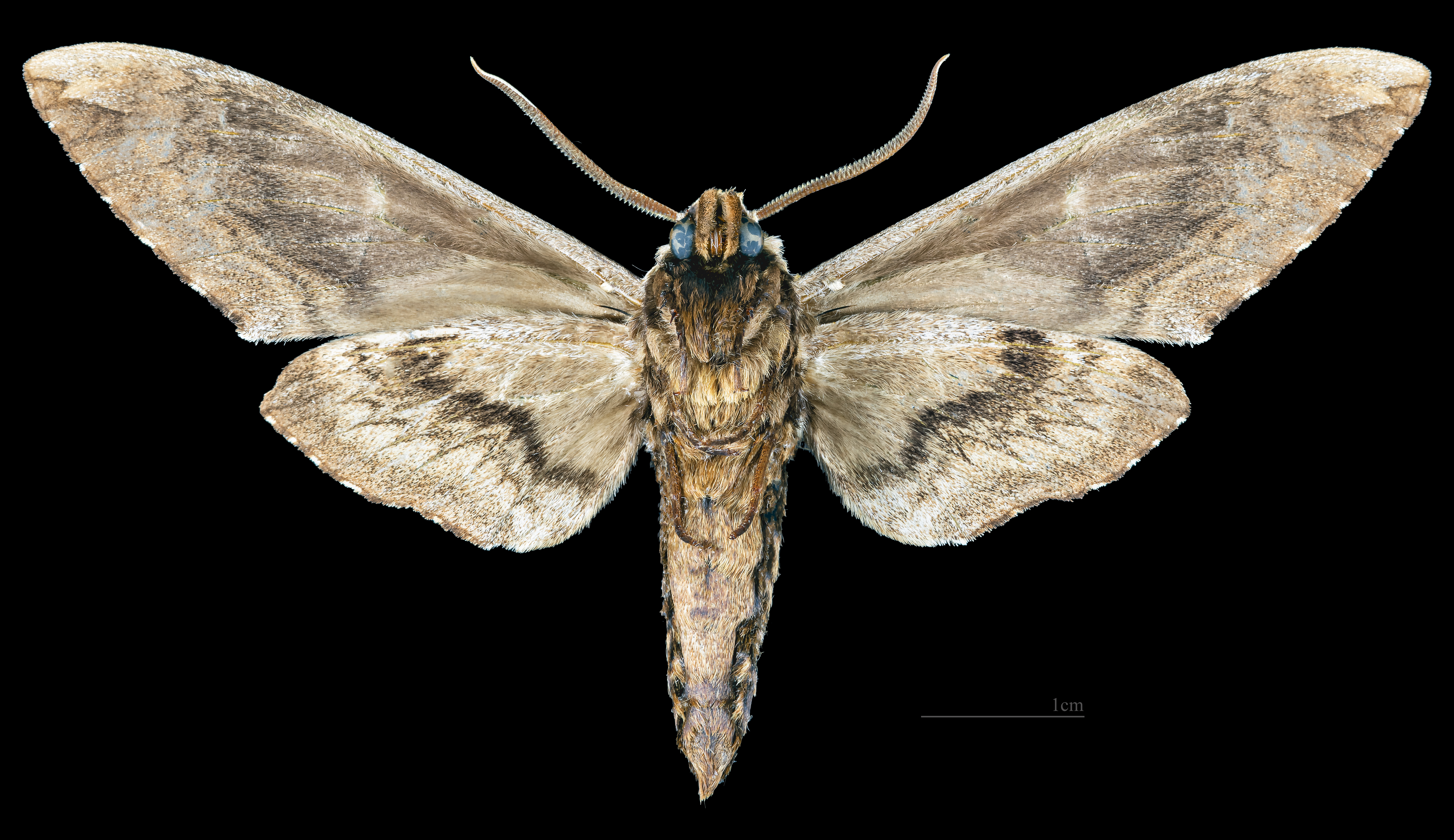
Ceratomia amyntor ♂   △

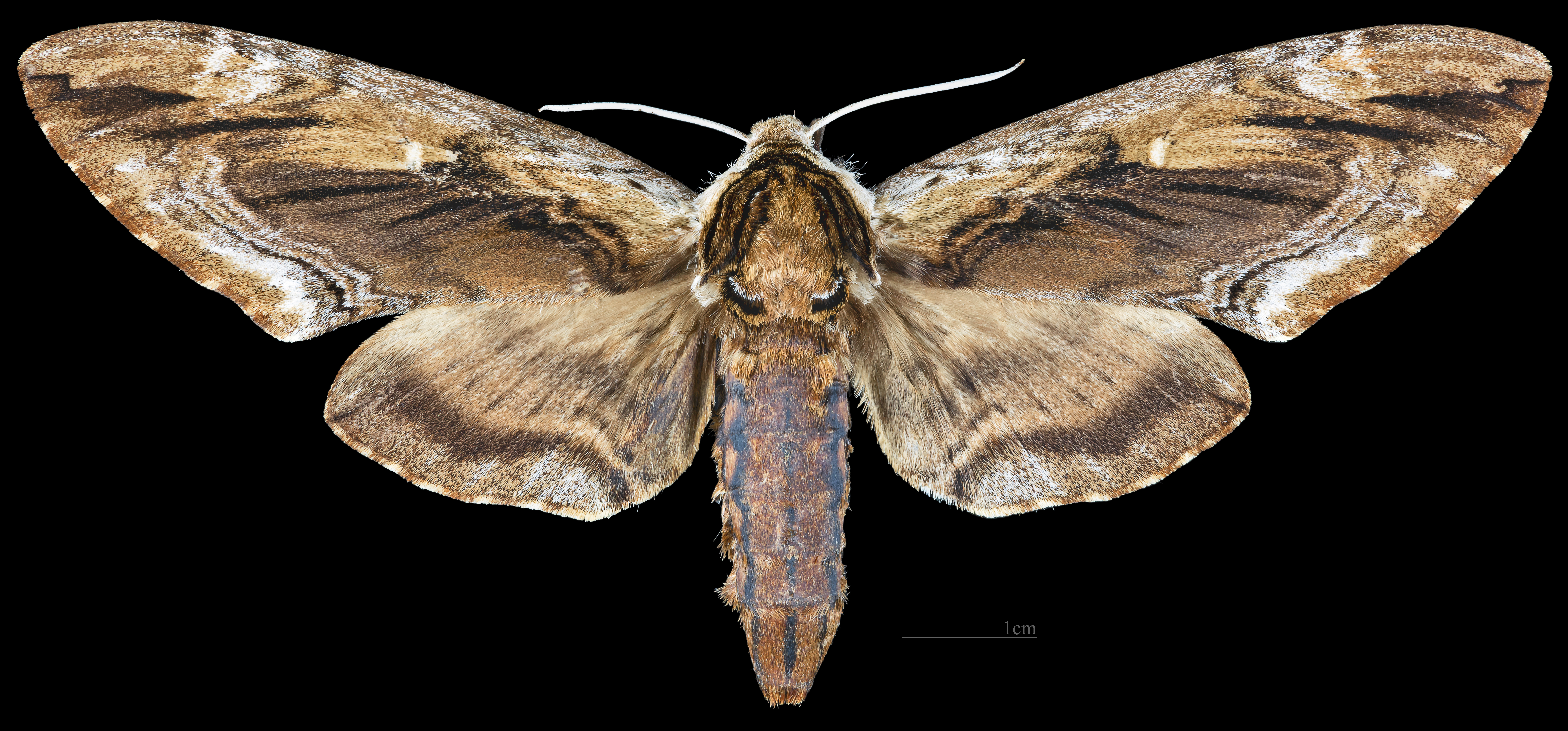
Ceratomia amyntor ♀
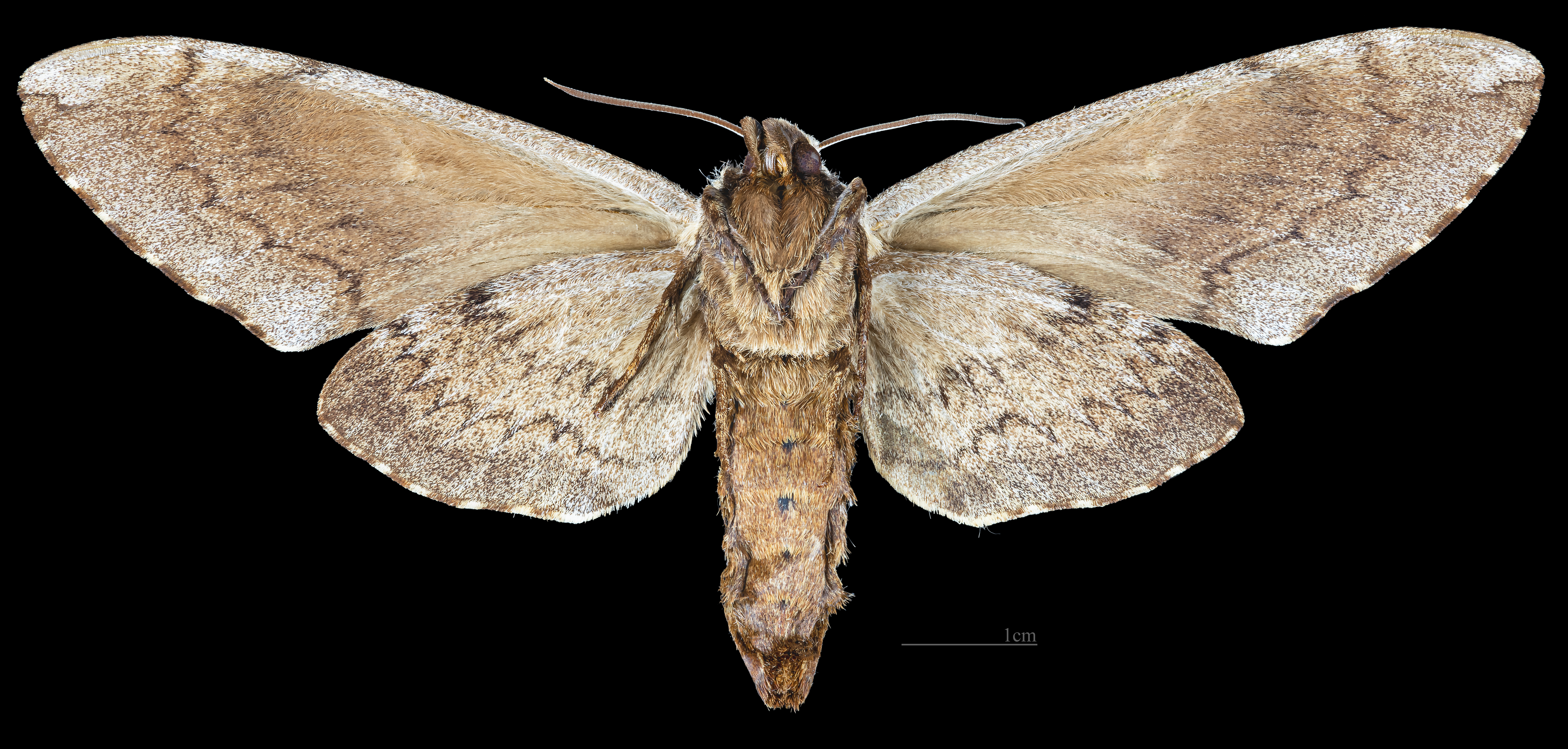
Ceratomia amyntor ♀  △